# Barbaricum

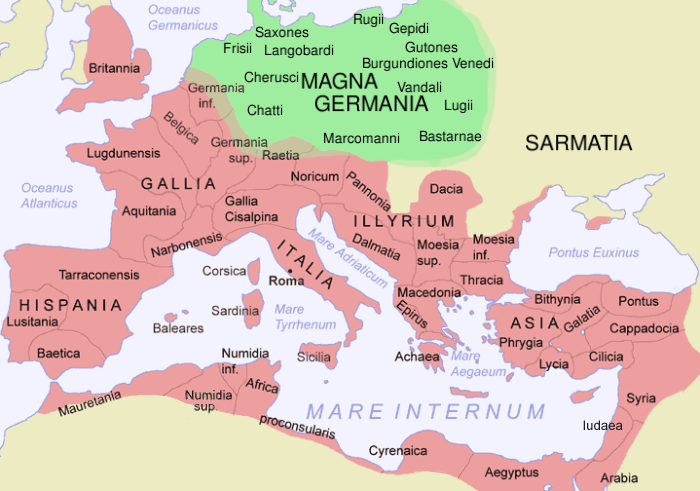
A Római Birodalom (vörös) körül Barbaricum (sárga) és Magna Germania (zöld) területe, Sarmatia, vagyis a szarmaták területével

Barbaricum az ókorban a Római Birodalom határain kívül eső területek egységes, informális elnevezése volt, főleg Európában. A területre először a 3. század idején hivatkoznak így. Az elnevezés is arra utal, hogy római nézőpontból a területen barbárok, a Birodalmon kívüli, alacsonyabb megítélésű népcsoportok éltek, akikkel azonban Róma fenntartotta a kereskedelmet, miközben időről időre a támadásaikat is ki kellett védenie. A területet limes, azaz jól kiépített határrendszer határolta el a Birodalomtól, mint Britanniában Hadrianus fala, más helyeken természeti képződmények, dombok vagy folyók képezték a határát, mint Pannoniánál a Danubius, vagyis a Duna. Barbaricum területén különféle népek éltek, szláv és germán népcsoportok, rajtuk kívül pedig többek közt az alánok, szkíták, kelták, szarmaták, dákok és a hunok alkották a népességet. A Birodalomtól északra eső terület Magna Germania néven is ismert volt, itt főleg olyan népcsoportok éltek, mint az alemannok és a frankok. A Római Birodalom hanyatlása, aminek része lehetett a barbár törzsek betelepítése is, majd a népvándorlás fokozatosan átrajzolta Európa térképét, és a Birodalom elmúltával az egykori Barbaricum területén is újabb országok, királyságok, államok jöttek létre.

## Fordítás
- Ez a szócikk részben vagy egészben  a   Barbaricum című angol Wikipédia-szócikk fordításán alapul.  Az eredeti cikk szerkesztőit annak laptörténete sorolja fel. Ez a jelzés csupán a megfogalmazás eredetét és a szerzői jogokat jelzi, nem szolgál a cikkben szereplő információk forrásmegjelöléseként.